# Heinz Herald
Georg Heinz Herald (* 24. Oktober 1890 in Birnbaum, Posen, heute Polen; † 22. Juli 1964 in Kreuth, Bayern; eigentlich Georg Pinner) war ein deutscher Theaterleiter, Dramaturg, Publizist, Regisseur und Drehbuchautor.

## Leben
Heinz Herald kam 1890 als Sohn von Henriette Pinner, geborene Drucker, und Moritz Pinner, einem jüdischen Kaufmann, in Posen zur Welt. Sein Bruder Felix Pinner wurde später Wirtschaftsjournalist. Nach einem Studium in Berlin war Herald ab 1910 als Dramaturg am Deutschen Theater tätig. 1915 veröffentlichte er ein Buch über die Theaterkunst Max Reinhardts unter dem Titel Max Reinhardt: Ein Versuch über das Wesen der modernen Regie. Zwei Jahre später war Herald Mitbegründer der Theatergesellschaft „Das junge Deutschland“, bei der er bis 1920 als Sekretär fungierte. 1919 gehörte er neben Reinhardt auch zu den Mitbegründern des literarischen Kabaretts Schall und Rauch. Von 1920 bis 1924 war er Chefredakteur der Theaterzeitschrift Blätter des Deutschen Theaters. Anfang der 1920er Jahre inszenierte Herald, der sich ab April 1920 offiziell Georg Heinz Herald nannte, zudem vier deutsche Stummfilme, darunter Brennendes Land mit Maximiliane Ackers, die für diesen Film auch das Drehbuch schrieb. Im Oktober 1922 gründete Herald gemeinsam mit dem Schriftsteller Friedrich Jarosy die Kammerspiel Kabarett GmbH für den Betrieb eines Kabaretts in Berlin. Von 1926 bis 1929 war Herald Spiel- und Gastspielleiter der Reinhardt-Bühnen, danach Direktor des Berliner Theaters und schließlich künstlerischer Leiter des Deutschen Theaters. 1933 verlor er aufgrund der Rassenideologie der NSDAP seinen Posten und sah sich gezwungen über Paris und London in die Vereinigten Staaten auszuwandern.
Ab 1935 arbeitete er als Drehbuchautor in Hollywood und war Mitglied der Screen Writers Guild. Für die Filmbiografie Das Leben des Emile Zola (1937) mit Paul Muni erhielt er zwei Nominierungen für den Oscar in den Kategorien Beste Originalgeschichte und Bestes adaptiertes Drehbuch, für das er zusammen mit Norman Reilly Raine und Géza Herczeg letztlich ausgezeichnet wurde. 1941 wurde er für die Filmbiografie Paul Ehrlich – Ein Leben für die Forschung erneut für den Oscar in der Kategorie Bestes Originaldrehbuch zusammen mit Norman Burnstine und John Huston nominiert. Zusammen mit Herczeg schrieb er später The Burning Bush (1947), ein Bühnenstück in drei Akten. 1953 kehrte er nach Deutschland zurück und betätigte sich daraufhin als künstlerischer Berater der Münchner Kammerspiele sowie als Rundfunkmitarbeiter und Lektor. 
Von 1956 bis 1960 lebte er erneut in den Vereinigten Staaten, kehrte dann jedoch wieder nach Deutschland zurück, wo er 1964 im Alter von 73 Jahren verstarb. Sein Grab befindet sich auf dem Westwood Village Memorial Park Cemetery in Los Angeles, wo auch seine Kinder Marlene (1932–1995) und Peter V. Herald (1920–2007) beigesetzt wurden. In erster Ehe war Herald von 1918 bis 1924 mit Lucie Lea Bab (1894–1975) verheiratet. Seine Ehe mit Annemarie Grandke (* 1922), Tochter der Schauspielerin Anni Mewes und Künstleragentin, währte von 1953 bis 1955.

## Werke (Auswahl)
Schriften
- Max Reinhardt: Ein Versuch über das Wesen der modernen Regie, 1915
- Ist Faust eine dankbare Rolle?, 1918 (zusammen mit Eduard von Winterstein)
- Schall und Rauch, 1919 (zusammen mit Kurt Tucholsky und Hans von Wolzogen)
- Reinhardt und seine Bühne, 1919 (zusammen mit Ernst Stern)
- Das Große Schauspielhaus, 1920
- Max Reinhardt, Bildnis eines Theatermannes, 1953

Bühnenstücke
- The Burning Bush, 1947 (zusammen mit Géza Herczeg)

## Filmografie
Regie
- 1921: Brennendes Land
- 1922: Die schwarze Schachdame
- 1922: Die Perlen der Lady Harrison
- 1922: Der politische Teppich
- 1951: Mission in Österreich (Kurzfilm)

Drehbuch
- 1937: Another Dawn
- 1937: Das Leben des Emile Zola (The Life of Emile Zola)
- 1940: Paul Ehrlich – Ein Leben für die Forschung (Dr. Ehrlich’s Magic Bullet)
- 1945: The Great Flamarion
- 1948: The Vicious Circle

## Auszeichnungen
- 1938: Oscar-Nominierung in der Kategorie Beste Originalgeschichte sowie ein Oscar in der Kategorie Bestes adaptiertes Drehbuch zusammen mit Norman Reilly Raine und Géza Herczeg für Das Leben des Emile Zola
- 1941: Oscar-Nominierung in der Kategorie Bestes Originaldrehbuch zusammen mit Norman Burnstine und John Huston für Paul Ehrlich – Ein Leben für die Forschung